# 18 d'agost
El 18 d'agost és el dos-cents trentè dia de l'any del calendari gregorià i el dos-cents trenta-unè en els anys de traspàs. Queden 135 dies per finalitzar l'any.

## Esdeveniments
Països Catalans
- 1150 - Vimbodí (la Conca de Barberà): Ramon Berenguer IV hi fa donació d'uns terrenys per a construir-hi el monestir de Poblet.[1]
- 1705 - Dénia (la Marina Alta): el mariscal de camp Joan Baptista Basset i Ramos desembarca a la vila, ocupada pels filipistes i, amb el suport de la població, hi proclama Carles III com a rei legítim (guerra de Successió).[2]
- 1986 - Monestir de Montserrat (Barcelona), un incendi forestal provocat, aïlla a mil persones.
- 2017 - Cambrils: a la 1:30 de la matinada d'aquell dia, cinc terroristes intenten continuar l'atemptat ocurregut el día anterior a Barcelona, al municipi tarragonés de Cambrils, atropellant mortalment a una dóna, i ferint a sis persones més abans de volcar al Passeig Marítim de la ciutat degut al excés de velocitat del vehícle.
- A Tarragona se celebra la remullada a la Plaça del Rei.

Resta del món
- 1700 - Traventhal (Slesvig-Holstein): el Regne de Dinamarca i Noruega deixa l'aliança anti-sueca durant la Gran Guerra del Nord en el Tractat de Traventhal que va signar amb Suècia. També retorna Holstein-Gottorp al seu duc, que era un aliat de Suècia.
- 1796 - Espanya i França signen el Tractat de Sant Idelfons de 1796 que representa una aliança en el curs de les guerres napoleòniques contra la Primera Coalició.
- 1812 - Smolensk (Imperi Rus): tot i que l'exèrcit napoleònic guanya la batalla de Smolensk de 1812, els russos cremen la ciutat perquè els francesos no hi trobin res durant l'ocupació francesa de Rússia que forma part de les guerres Napoleòniques.
- 1868 - La Mar Roja, Aràbia, l'Índia i Malàisia: s'hi observa un eclipsi de Sol que permetrà que l'astrònom francès Janssen descobreixi la primera evidència de l'heli a l'atmosfera solar analitzant-ne l'espectre. Inicialment l'interpreta com a sodi. Dos mesos després, el 20 d'octubre del mateix any, l'astrònom anglès Norman Lockyer, desconeixent aquest descobriment, en troba també evidències i l'identifica com a element nou al qual anomena heli. Aquest element químic no es trobarà a la Terra fins al 1895.
- 1914 - Morhange (la Lorena, França): des dels voltants de Lunéville, a mitja tarda, les tropes franceses emprenen una potent ofensiva per conquerir aquest poble, en poder dels alemanys, que durarà fins al dia 20 d'agost i que acabarà amb la derrota dels francesos, que duien pantalons vermells i eren un blanc fàcil (I Guerra Mundial).
- 1931 - Madrid (Espanya): les Corts conclouen l'elaboració del projecte de Constitució de la República.
- 1936- Alfacar: Són afusellats pels feixistes i llençats a una fossa el poeta Federico García Lorca, el mestre Dióscoro Galindo i els banderillers Joaquín Arcollas i Francisco Galadi.
- 1944 - Ceuta: Són afusellats els comunistes alacantins Ramón Valls Figuerola, José Congost Pla i Antonio Reinares Mentola.
- 1966 - Comença la revolució cultural a la Xina.
- 2005 - Colònia (Rin del Nord-Westfàlia, Alemanya): Benet XVI fa el primer viatge al seu país nadiu després d'haver estat elegit papa.

## Naixements
Països Catalans
- 1855 - Barcelona: Teresa Gelats i Grinyó, recuperà cançons populars i tradicionals catalanes (m. 1937).[3]
- 1890 - Barcelona: Alfons Vila i Piqué, compositor i empresari (m. 1974).
- 1929 - Barcelona: Mathilde Bensoussan (de soltera Matilde Tubau), filòloga i traductora francesa d'origen català (m. 2012).[4]
- 1937 - Barcelona: Purita Campos, dibuixant de còmics, il·lustradora i pintora catalana (m. 2019).[5]
- 1958 - Barcelona: Olga Viza, periodista catalana.[6]

Resta del món
- 1750 - Legnago: Antonio Salieri, músic.[7]
- 1770 - Göttingen: Dorothea Schlözer, investigadora alemanya, la primera a doctorar-se en filosofia del país (m. 1825).[8]
- 1792 - Mayfair, Middlesex, Anglaterra: Lord John Russell, polític anglès, Primer Ministre del Regne Unit (1865-1866) (m. 1878).[9]
- 1830 - Viena, Imperi Austríac: Francesc Josep I d'Àustria ,emperador d'Àustria, rei de Bohèmia i Hongria entre 1846 i 1916 (m- 1916).[10]
- 1859 - Skagen, Dinamarca: Anna Ancher, pintora impressionista danesa (m. 1935).[11]
- 1869 - Quinçac (Gironda)ː Clémentine-Hélène Dufau, artista pintora, cartellista i il·lustradora francesa (m. 1937).[12]
- 1900 - Allahabad, Índia: Vijaya Lakshmi Pandit, diplomàtica i política índia (m. 1990).[13]
- 1908 - Besiers (França): Edgar Faure, polític i escriptor francès (m. 1988).[14]
- 1910 - Santiago de Xile: Matilde Ladrón de Guevara, escriptora xilena (m. 2009).[15]
- 1912 - Roma: Elsa Morante, escriptora italiana (m. 1985).[16]
- 1920 - 
  - Montevideo: Idea Vilariño, poeta, traductora, crítica literària, compositora i assagista uruguaiana (m. 2009).[17]
  - Saint Louis, Missouri: Shelley Winters, actriu de teatre i de cinema estatunidenca (m. 2006).[18]
- 1925 - Norfolk (Anglaterra): Brian W. Aldiss fou un autor anglès de ficció general i ciència-ficció
- 1932 - Chabris (França): Luc Montagnier, metge francès, Premi Nobel de Medicina o Fisiologia de l'any 2008.
- 1933 - París (França): Roman Polanski, actor/director polonès/francès.
- 1934 - Madrid: Paloma Gómez Borrero, periodista i escriptora espanyola (m. 2017).[19]
- 1936 - Santa Monica, Califòrnia, Estats Units: Robert Redford, actor i director de cinema estatunidenc.
- 1939 - Bremen: Marita Lorenz, espia nord-americana, amant de Fidel Castro.[20]
- 1951 - París: Annie Goetzinger, dibuixant de còmic francesa (m. 2017).[21]
- 1957 - Neuilly-sur-Seine, França: Carole Bouquet és una actriu francesa.
- 1958 - Los Angeles, Califòrnia, Estats Units: Madeleine Stowe, actriu estatunidenca.
- 1969 - Boston, Massachusetts, Estats Units: Edward Norton, actor de cinema estatunidenc.
- 1971 - Cornualla: Aphex Twin, músic.
- 1976 - Alcobendas, Espanya: Amaya Valdemoro Madariaga és una exjugadora de bàsquet espanyola.
- 1983 - Beirut, Líban: Michael Holbrook Penniman Jr., conegut com a Mika, cantant britànicolibanès.[22]
- 1987 - Buenos Aires: Matías Sánchez, futbolista argentí.
- 1991 - Algesires, Espanya: Brisa Fenoy, música (intèrpret i compositora), model, DJ i productora espanyola.[23]

## Necrològiques
Països Catalans
- 1348, Vallbona de les Monges: Elisenda de Copons, monja cistercenca, abadessa de Santa Maria de Vallbona.[24]
- 2014, Valldoreix, Sant Cugat del Vallès: Mercè Diogène Guilera, pintora i artista tèxtil nord-catalana[25]
- 2017, Vilanova i la Geltrú, Garraf: Vicenç Iturat Gil va ser un ciclista valencià.

Resta del món
- 1503, Roma, Itàlia: Alexandre VI, Papa d'origen valencià.
- 1838, Nova York, USA: Lorenzo da Ponte, poeta i llibretista italià
- 1850, París, França: Honoré de Balzac, escriptor francès[26]
- 1936
  - Lleó, Espanya: Juan Rodríguez Lozano militar espanyol afusellat per les tropes franquistes, i avi i inspirador polític de José Luis Rodríguez Zapatero.
  - Entre Víznar i Alfacar, Granada: Federico García Lorca, escriptor de la Generació del 27.[27]
  - Rábade, Lugo: Juana Capdevielle, intel·lectual i bibliotecària espanyola assassinada pels revoltats en la Guerra Civil[28]
- 1945:
  - Taipei, Imperi japonès: Netaji Subhas Chandra Bose, polític indi, president del Congrés Nacional Indi entre 1938 i 1939[29]
  - Kolkata, Índia: Sarala Devi Chaudhurani, pedagoga, feminista i activista índia.[30]
- 1950, Seraing, Bèlgica: Julien Lahaut, sindicalista, comunista i polític belga mort assassinat per a les forces ultra catòliques belgues.
- 1970, Lisboa: Soledad Miranda, actriu andalusa que destacà durant la dècada dels seixanta[31]
- 1981, Nova York: Anita Loos, escriptora i guionista nord-americana[32]
- 1992, San Luis Obispo, Califòrnia, Estats Units: John Sturges, director de cinema estatunidenc.
- 1994, Norwich, Anglaterra: Richard Laurence Millington Synge, químic anglès, Premi Nobel de Química de 1952[33]
- 1995, Madrid, Espanya: Julio Caro Baroja, antropòleg, historiador, lingüista i assagista espanyol.
- 1996, Comtat d'Arlington, Virgínia: Isabel Morgan, viròloga nord-americana; creà una vacuna contra la poliomielitis[34]
- 2003, West Hollywood: Jocelyne Jocya, cantant i compositora francesa de parla catalana [cal citació]
- 2004, Ojai, Califòrnia, EUA: Elmer Bernstein, compositor i director d'orquestra estatunidenc
- 2009:
  - Seül, Corea del Sud: Kim Dae-jung, polític sud-coreà, 15è president de Corea del Sud.
  - Tòquio: Hildegard Behrens, soprano dramàtica alemanya, coneguda pel seu extens repertori[35]
- 2015, Palmira, Síria: Khaled al-Asaad, arqueòleg sirià, ex-director del jaciment de Palmira, executat a mans de l'Estat islàmic.
- 2017, Madrid, Espanya: Alfonso Azpiri Mejía, dibuixant reconegut pels seus còmics de ciència-ficció.
- 2018, Berna, Suïssa: Kofi Annan, diplomàtic ghanès, setè Secretari General de les Nacions Unides entre 1997 i 2006, guardonat amb el Premi Nobel de la Pau l'any 2001.[36]
- 2024, Douchy-Montcorbon: Alain Delon, actor cinematogràfic francès[37]

## Festes i commemoracions
- Festa Major de santa Helena, a Cabrils, a la comarca del Maresme

### Santoral[38]

#### Església Catòlica[39]
- Sants al Martirologi romà (2011): Helena de Constantinoble, emperadriu (329); Agapit de Praeneste, màrtir (254); Massa Candida, grup de màrtirs d'Útica (255); Fermí de Metz, bisbe (s. IV); Lleó de Mira, màrtir (s. III-IV); Macari de Constantinoble, abat (850); Alberto Hurtado Cruchaga, monjo (1952).
  - Beats: Lleonard de Cava, abat (1255); Rinald de Ravenna, arquebisbe (1321); Paola Montaldi, clarissa (1514); Antoine Banassat, prevere màrtir (1794); Francisco Arias Martín, sacerdot màrtir (1936); Martín Martínez Pascual, prevere màrtir (1936); Jaume Falguerona i Vilanova, Atanasio Vidaurreta Labra, frares màrtirs (1936); Vicente María Izquierdo Alcón, sacerdot màrtir (1936).
- Sants: Flor i Laure d'Illiricum, màrtirs (s. II); Hermas, Serapió i Poliè de Roma, màrtirs; Juliana de Strobylum, màrtir; Joan i Crisp de Roma, màrtirs (ca. 303); Eoni d'Arle, bisbe; Daig Maccairill, bisbe d'Iniskin (ca. 560); Evan d'Ayrshire, eremita (segle ix); Joan de Rila, eremita (946).
- Beats: Miló de Fontenelle, eremita (ca. 730); Théodore de Celles, fundador dels Canonges Regulars de l'Orde de la Santa Creu; Clàudia de Gant, abadessa (s. XV).
- Venerats a l'Orde del Cister: Jean-Baptiste de Souzy, Gervais Brunel, Paul Charles, Elie Desgardin, màrtirs (1794).
- Venerats a l'Orde de Predicadors: Manés de Guzmán, frare, germà de Domènec de Guzmán (ca. 1235); Jean-Georges-Thomas Rhem i companys màrtirs (1794).
- Venerats a l'Orde de Frares Menors: Louis-Armand-Joseph Adam, Nicolas Savouret, frares màrtirs (1794).
- Venerats a l'Orde dels Caputxins: Jean-Baptiste-Xavier Loir, Jean Bourdon, François François, preveres màrtirs (1794).
- Venerats a l'Orde del Carmel: Jean-Baptiste Duverneuil, Michel-Louis Brulard, Jacques Gagnot, màrtirs (1794).
- Venerats a l'Orde de la Mercè: beats Domingo de Molinar i Gaspar de Salamanca (1419).

#### Església Copta
- 12 Mesori: Constantí el Gran, emperador; Miquel arcàngel.

#### Església Ortodoxa (segons el calendari julià)
- Se celebren els corresponents al 31 d'agost del calendari gregorià.

#### Església Ortodoxa (segons el calendari gregorià)
Corresponen als sants del 5 d'agost del calendari julià.
- Sants: Cantidi, Cantidià i Sibeli d'Egipte, màrtirs; Fabià I, bisbe de Roma (250); Anter I, bisbe de Roma; Ponç de Cimiez, bisbe màrtir (257); Tirs de Xipre, bisbe; Eusigni d'Antioquia, general màrtir (362); Nonna de Nazianze, mare (374); Eutimi de Constantinoble, patriarca; Eugeni d'Aitola; Hiob Ustschelskij, monjo (1628); Hrestos de Preveza, màrtir (1668); Arseni de Paros el Jove (1877); Eudokia Schikova, Daria Timolina, Daria Siuxtxinskaja, Maria, màrtirs a Divejevo (1919); Simon Xle'ev, bisbe d'Ufa, màrtir (1921); Ivan, diaca màrtir (1938); Ivan de Neamp, (1960); vigília de la festa de la Transfiguració de Jesús.

#### Església Evangèlica d'Alemanya
- Erdmann Neumeister, rector i poeta (1756); Oskar Brüsewitz, rector (1976).